# Radvanice (district de Přerov)
Pour les articles homonymes, voir Radvanice.
Radvanice (en allemand : Radwanitz) est une commune du district de Přerov, dans la région d'Olomouc, en République tchèque. Sa population s'élevait à 281 habitants en 2020.

## Géographie
Radvanice se trouve à 7 km au nord-nord-est de Přerov, à 19 km à l'est-sud-est d'Olomouc et à 228 km à l'est-sud-est de Prague.
La commune est limitée par Lazníčky et Veselíčko au nord, par Osek nad Bečvou à l'est, par Prosenice au sud, et par Buk à l'ouest.

## Histoire
La première mention écrite de la localité date de 1374.

## Transports
Par la route, Radvanice se trouve à 9 km de Přerov, à 47 km de Zlín, à 26 km d'Olomouc et à 287 km de Prague.